# ハワイ州の都市圏の一覧

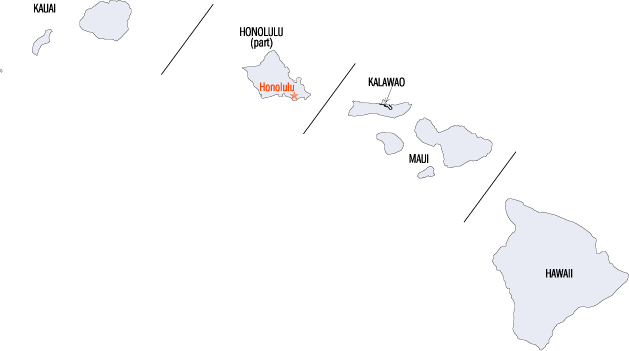
ハワイ州の5郡を示す地図

本項目はハワイ州の都市圏の一覧（ハワイしゅうのとしけんのいちらん）である。
アメリカ合衆国国勢調査局は、ハワイ州に大都市統計地域（MSA/都市圏）2ヶ所、および小都市統計地域（μSA/小都市圏）2ヶ所を定義している。下表には、左列より以下の情報を示す。
- コアベース統計地域（大都市統計地域および小都市統計地域）の名称
- コアベース統計地域の人口
- 各統計地域に含まれる郡の名称
- 各統計地域に含まれる郡の人口

下表における人口の数値はすべて2020年に行われた国勢調査時のものである。また、合同統計地域、コアベース統計地域（大都市統計地域・小都市統計地域）のいずれも、2023年7月21日時点での定義に従う。
| コアベース統計地域       | 人口      | 郡           | 人口      |
| ------------------------ | --------- | ------------ | --------- |
| アーバンホノルル都市圏   | 1,016,508 | ホノルル市郡 | 1,016,508 |
| ヒロ・カイルア小都市圏   | 200,629   | ハワイ郡     | 200,629   |
| カフルイ・ワイルク都市圏 | 164,844   | マウイ郡     | 164,754   |
| カフルイ・ワイルク都市圏 | 164,844   | カラワオ郡   | 90        |
| カパー小都市圏           | 73,298    | カウアイ郡   | 73,298    |

## 註
1. ↑  QuickFacts. U.S. Census Bureau. 2020年.
2. ↑  OMB Bulletin No. 23-01, Revised Delineations of Metropolitan Statistical Areas, Micropolitan Statistical Areas, and Combined Statistical Areas, and Guidance on Uses of the Delineations of These Areas. Office of Management and Budget. 2023年7月21日.